# Kirinia
Kirinia — род дневных бабочек из семейства Бархатницы.

## Описание
Общий фон окраски крыльев преимущественно коричневый. Крылья на верхней стороне со слабо развитым рисунком, содержащим неконтрастные, охристо-рыжие поля. У корня переднего крыла заметно вздута костальная жилка, еще две — слегка утолщены. Дискальная ячейка заднего крыла открытая. Гусеницы питаются злаковыми.

## Виды
В состав рода входит 5 видов
- Kirinia climene (Esper, 1783) — Бархатница климена
- Kirinia epiminondas (Staudinger, 1887) — Бархатница эпаминонд
- Kirinia epimenides (Ménétries, 1859) — Бархатница эпименид
- Kirinia eversmanni (Eversmann, 1847) — Краеглазка Эверсманна
- Kirinia roxelana (Cramer, 1777) — Бархатница рокселана